# اعتراضات ۱۳۹۸ دانشجویان ایران
اعتراضات ۱۳۹۸ دانشجویان ایران به مجموعه اعتراض‌های دانشجویی در سال ۱۳۹۸ و در جریان اعتراضات آبان ۹۸ و اعتراضات دی ۱۳۹۸ گفته می‌شود که با حملهٔ نیروهای امنیتی و لباس شخصی به دانشگاه و بازداشت گستردهٔ دانشجویان همراه بود.

## طرح حجاب اجباری
در اردیبهشت ۹۸ تجمع اعتراضی بزرگی در پردیس مرکزی دانشگاه تهران در مخالفت با طرح حجاب اجباری برگزار شد که با ورود نیروهای لباس شخصی و امنیتی به دانشگاه به خشونت کشیده شد.

## آبان ۹۸

### دانشگاه تهران
اعتراضات گسترده آبان ۱۳۹۸ به دانشگاه تهران کشیده شد و در روزهای ۲۶ و ۲۷ آبان تجمع‌های بزرگ دانشجویی در پردیس مرکزی دانشگاه شکل گرفت.

### بازداشت دانشجوها
تجمعات دانشجویی در روزهای ۲۶ و ۲۷ آبان در دانشگاه تهران، منجر به حمله نیروهای امنیتی و لباس شخصی به دانشگاه شد در روز ۲۷ آبان با نزدیک شدن به ساعات تاریکی شب، چندین آمبولانس حاوی نیروهای لباس شخصی وارد دانشگاه شدند و حدود ۵۰ دانشجو را دستگیر و داخل آمبولانس کردند. تعدادی دیگر از دانشجویان دانشگاه تهران هم در منزل شخصی خود یا مکانی بیرون از دانشگاه تهران بازداشت شدند، سها مرتضایی، کامیار ذوقی، سعید احمدزاده، ابوالفضل نژادفتح، مرجان اسحاقی، محمد بابایی، ابراهیم گران‌پایه، سعید محبی، محمدحسن خلیفه‌ای، حمیدرضا صفری، حمید بینا، علی فاضل‌زاده از دانشگاه تهران بازداشت شدند، ملیکا قراگوزلو و علی نانوایی از دانشگاه علامه طباطبائی و یاشار دارالشفا هم از دانشگاه علوم بهزیستی و توانبخشی بازداشت شدند. دانشجوها را به زندان‌های اوین، فشافویه و زندان قرچک ورامین منتقل کردند.

## دی ۱۳۹۸

#### اعتراضات به ساقط کردن هواپیمای اوکراینی
در طی ۴ روز دست‌کم ۲۱ دانشگاه در این اعتراضات شرکت داشتند: دانشگاه تهران، دانشگاه امیرکبیر تهران، دانشکده پزشکی تهران، دانشگاه هنر تهران-پردیس، دانشگاه شریف، دانشگاه معماری و شهرسازی تبریز، دانشگاه تبریز، دانشگاه علامه طباطبائی، دانشگاه اراک، دانشگاه علم و صنعت،‌ دانشگاه رازی کرمانشاه، دانشگاه دامغان،‌ دانشگاه خواجه نصیر تهران، دانشگاه پردیس کرج، دانشگاه صنعتی اصفهان، دانشگاه شهید بهشتی تهران، دانشگاه ابوعلی سینا همدان، دانشگاه کردستان، دانشگاه‌ انوشیروانی بابل، دانشگاه الزهرا و همینطور تجمع دانشجویان دانشگاه امیرکبیر که با ورود نیروهای لباس شخصی به دانشگاه و بسته شدن درها، به خشونت کشیده شد.
پس از سه روز پنهان‌کاری حکومت ایران دربارهٔ شلیک موشک به هواپیمای اوکراینی، سپاه پاسداران مسئولیت این حمله را به عهده گرفت، سپس اعتراضاتی در سراسر ایران و دانشگاه تهران و دانشگاه صنعتی امیرکبیر صورت گرفت، که تمام این اعتراضات به خشونت کشیده شد و در دانشگاه تهران همراه با حمله لباس شخصی‌ها به خوابگاه دانشجویان بود.
روز شنبه ۲۱ دی ۱۳۹۸ دانشجویان و مردم معترض برابر دانشگاه‌های امیرکبیر و شریف تهران در اعتراض به حادثه شلیک موشک سپاه پاسداران به هواپیمای مسافری اوکراین و پنهان‌کاری مقامات جمهوری اسلامی دست به تجمع و تظاهرات زده و علیه «دروغ‌گویی» و «پنهان‌کاری» مسئولان حکومت شعار دادند و خواستار استعفای علی خامنه‌ای به عنوان فرمانده کل نیروهای مسلح شدند. دانشجویان همچنین تصاویر و بنرهای قاسم سلیمانی را پاره کرده یا به آتش کشیدند.
در بهمن ماه ۹۸ بهاره هدایت در رابطه با تجمع به دلیل ساقط کردن هواپیما در برابر حراست دانشگاه تهران با خشونت بازداشت شد. او یکشنبه ۲۷ بهمن ۱۳۹۸ از بازداشتگاه وزرا به زندان قرچک ورامین منتقل شد.
در جریان اعتراضات به ساقط کردن هواپیمای اوکراینی ضیا نبوی بازداشت شد. و در دادگاه به یک سال حبس تعزیری محکوم شد.